# Åska över slätterna
Åska över slätterna (originaltitel: Ashani Sanket) är en indisk film från 1973. Regisserad av Satyajit Ray med bland andra Soumitra Chaterji, Babita och Sandhya Roy.

## Handling
Gangacharan är byns nya brahmin och han anordnar undervisning, religiösa evenemang och försöker förhindra epidemier. Det är 1943, kriget rasar och befolkningen svälter. När matlagren når katastrofala nivåer försöker han behålla sin privilegierade ställning, medan hans hustru försöker hjälpa och stödja samhället.

## Om filmen
Filmen hade världspremiär vid filmfestivalen i Berlin i juni 1973, den hade svensk premiär den 21 augusti 1974. Åldersgränsen i Sverige är 11 år.

## Rollista
- Babita - Ananga, Gangacharans hustru
- Chitra Banerjee - Moti
- Govinda Chakravarti - Dinabandhu
- Soumitra Chatterjee - Gangacharan Chakravarti
- Anil Ganguly - Nibaran
- Noni Ganguly - Scarface Jadu
- Debatosh Ghosh - Adhar
- Ramesh Mukherjee - Biswas
- Sheli Pal - Mokshada
- Suchita Ray Chaudhury - Khenti
- Sandhya Roy - Chutki
- Sunil Sarkar

## Utmärkelser
- 1973 - Filmfestivalen i Berlin - Guldbjörnen, Satyajit Ray
- 1974 - Indiens nationella filmpris - Silverlotusen, bästa musikaliska regi, Satyajit Ray